# Ескетамін
Ескетамін (англ. Esketamine), який продається під торговими марками «Справато» (для лікування депресії) та «Кетанест» (для наркозу) — S(+)-енантіомер кетаміну. Це дисоціативний галюциногенний препарат, який використовується як засіб для наркозу і як антидепресант для лікування депресії. Ескетамін є активним енантіомером кетаміну щодо антагонізму NMDA-рецепторів і є більш потужним, ніж рацемічний кетамін.
Ескетамін використовується для терапії стійкої до лікування депресії і великого депресивного розладу із супутніми суїцидальними ідеями чи поведінкою. Його ефективність при депресії скромна, і подібна до інших антидепресантів. Ескетамін не використовується внутрішньовенно у вену при депресії, оскільки він схвалений FDA лише у формі назального спрею під прямим медичним наглядом для цього показання (вихідна сполука кетамін найчастіше вводиться внутрішньовенно).
Побічними ефектами ескетаміну є дисоціація, запаморочення, седативний ефект, нудота, блювання, вертиго, оніміння, тривожність, млявість, артеріальна гіпертензія та відчуття сп'яніння. Рідше ескетамін може спричинити проблеми з сечовим міхуром. Ескетамін переважно діє як антагоніст рецептора NMDA, але також має інші дії.
У формі рацемічного кетаміну ескетамін був вперше синтезований у 1962 році, та схвалений для медичного використання як анестетик у 1970 році. Енантіомер ескетамін був представлений для медичного використання як анестетик у 1997 році, та як антидепресант у 2019 році. Він використовується як анестетик в Європейському Союзі та як антидепресант у США і Канаді. Через те, що ескетамін є диссоціативним галюциногеном, він є регульованою речовиною.

## Медичне використання

### Анестезія
Ескетамін використовується за подібними показаннями, як і кетамін. Його застосовують для індукції анестезії у пацієнтів з високим ризиком, у шокових станах, з важким бронхоспазмом, або як доповнення до регіонарної анестезії з неповною блокадою периферичних нервів.

### Депресія
У США ескетамін (торгова марка «Справато») використовується у формі назального спрею, та показаний як монотерапія або в поєднанні з пероральним антидепресантом як терапія резистентної до лікування депресії, а також великого депресивного розладу, пов'язаного з суїцидальними думками або поведінкою у дорослих. У клінічних дослідженнях, які призвели до схвалення ескетаміну, резистентну до лікування депресію визначали як великий депресивний розлад із неадекватною реакцією на принаймні два різних традиційних антидепресанти. Форма назального спрею ескетаміну, яка використовується для лікування депресії, забезпечує два спреї, що містять загалом 28 мг ескетаміну та використовуються дози від 56 мг (2 пристрої) до 84 мг (3 пристрої). Через занепокоєння щодо седації, дисоціації та неправильного використання ескетамін доступний для лікування депресії лише від сертифікованих постачальників через обмежену програму в рамках Стратегії оцінки та зменшення ризиків (REMS) під назвою «Spravato REMS».
У час, коли компанія «Janssen Pharmaceutica» запитувала схвалення ескетаміну для лікування резистентної до лікування депресії, були представлені та оцінені FDA 5 клінічних досліджень ескетаміну для лікування резистентної до лікування депресії (TRANSFORM-1, -2 і -3, а також SUSTAIN-1 і -2). З цих 5 досліджень 3 були короткостроковими (4 тижні) дослідженнями ефективності (дослідження TRANSFORM). Два з цих 3 досліджень (TRANSFORM-1 і -3) не виявили статистично значущого антидепресивного ефекту ескетаміну порівняно з плацебо. В одному позитивному дослідженні короткострокової ефективності (TRANSFORM-2) була різниця в 4,0 бала між ескетаміном і плацебо за шкалою оцінки депресії Монтгомері-Осберга (MADRS) після 4 тижнів лікування (P = 0,020). Ця шкала коливалася від 0 до 60, а середній бал учасників на початку дослідження був приблизно 37,0 як у групах ескетаміну, так і в групах плацебо. Загальна зміна балів через 4 тижні становила –19,8 балів у групі ескетаміну та –15,8 балів у групі плацебо. Це відповідало відсотковій зміні показника MADRS порівняно з початковим рівнем –53,5 % для ескетаміну та –42,4 % для плацебо (різниця та зниження показника депресії на –11,1 %, що потенційно можна віднести до фармакологічної дії ескетаміну) у цих групах пацієнтів. У цьому дослідженні плацебо продемонструвало 80,0 % антидепресивного ефекту ескетаміну при резистентній до лікування депресії, і, отже, приблизно 20,0 % антидепресантної відповіді було пов'язано з ескетаміном. У 2 негативних дослідженнях короткострокової ефективності, які не досягли статистичної значущості (TRANSFORM-1 і -3), різниця в зниженні MADRS між ескетаміном і плацебо становила –3,2 (P = 0,088) і –3,6 (P= 0,059) після 4 тижнів лікування.

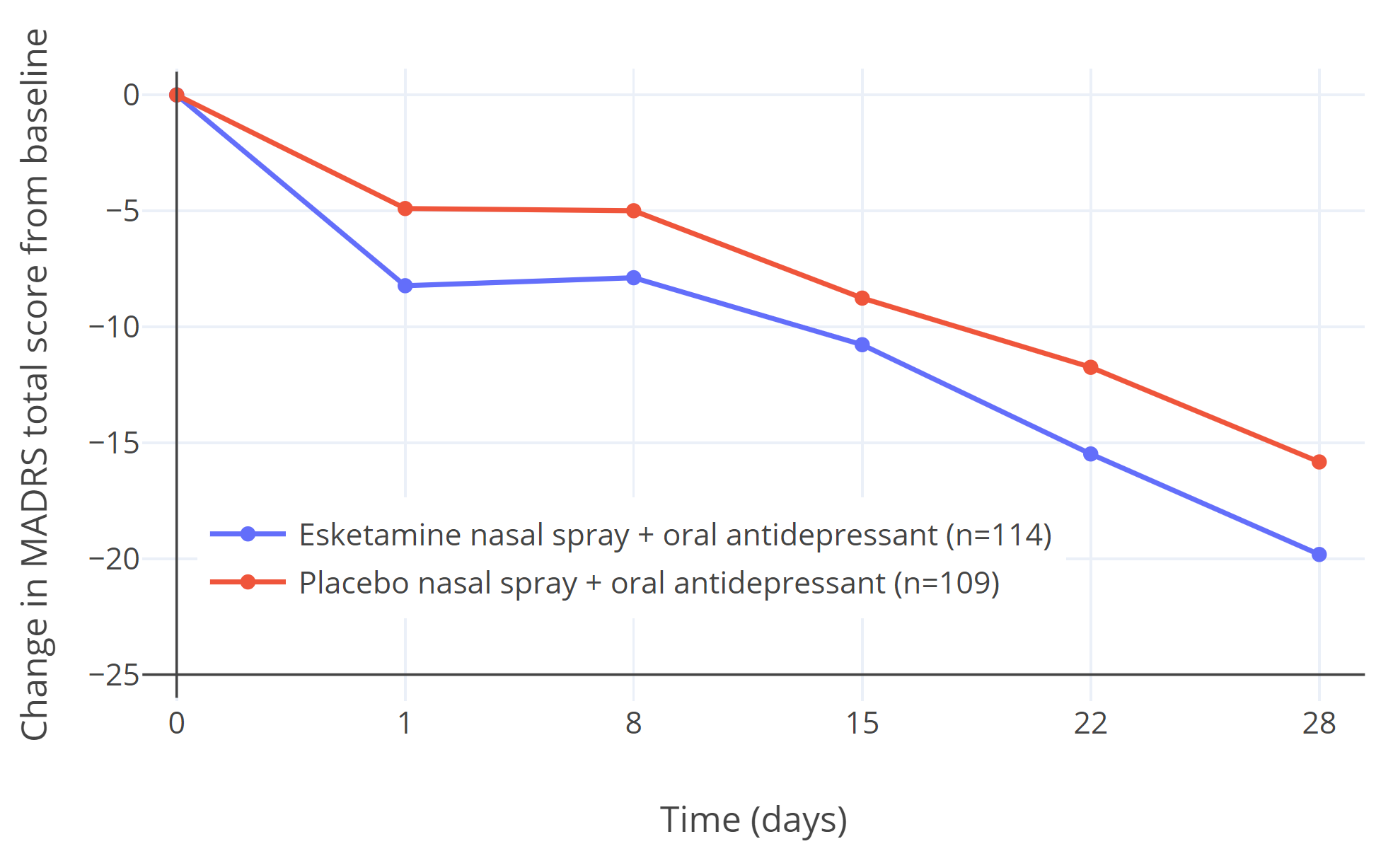
Короткострокова ефективність антидепресантів (вимірювана за зміною загального балу MADRS порівняно з вихідним рівнем протягом 4 тижнів) при додаванні назального спрею ескетаміну (56 або 84 мг) до існуючого перорального антидепресанту (n = 114) порівняно з назальним спреєм плацебо, доданим до існуючого перорального антидепресанту (n = 109) у людей із резистентною до лікування депресією в одному дослідженні з позитивною ефективностю. У двох інших короткочасних дослідженнях ефективності ескетамін не перевершував плацебо.

Додаткове зниження на 4,0 бала за балом MADRS для ескетаміну порівняно з плацебо в єдиному позитивному дослідженні ефективності відповідає менш ніж «мінімальному покращенню» і критикується як таке, що є нижчим за порогове значення клінічно значущої зміни. Різниця принаймні в 6,5 балів спочатку була запропонована дослідниками як розумний поріг клінічної значущості. В іншій літературі зниження MADRS інтерпретується як «дуже покращене», що відповідає 27–28 балам, «значне покращення» до 16–17 балів і «мінімальне покращення» до 7–9 балів. Крім того, було вказано, що невелика перевага в балах за ескетаміном могла бути пов'язана з посиленою відповіддю на плацебо в групі ескетаміну через функціональне розкриття, спричинене психоактивними ефектами ескетаміну. Іншими словами, стверджується, що дослідження не було справді подвійним сліпим контрольованим дослідженням. Більшість учасників, які отримували ескетамін, відчули дисоціацію як побічний ефект (61–75 % з ескетаміном і 5–12 % з плацебо; ~7-кратна різниця), а «важку» дисоціацію відчули 25 %. Проблеми, пов'язані з дослідженнями галюциногенів за психіатричними показаннями, загалом включають очікування появи оглушення. FDA зазвичай вимагає принаймні двох позитивних короткострокових досліджень ефективності для схвалення антидепресантів, але ця вимога була послаблена для ескетаміну, і замість другого дослідження ефективності було дозволено провести дослідження з профілактики рецидивів. Відомо, що це перший випадок, коли FDA зробило такий виняток, і це рішення було розкритиковане як зниження нормативних стандартів. У дослідженні профілактики рецидивів (SUSTAIN-2) частота рецидивів депресії була значно нижчою при продовженні прийому ескетаміну, ніж при його припиненні та заміні на плацебо у тих, хто отримував стабільну відповідь на лікування ескетаміном, і тих, хто отримував ремітинг (зменшення частоти на 51 % у тих, хто перебував у ремісії, і на 70 % у тих, хто відповів).

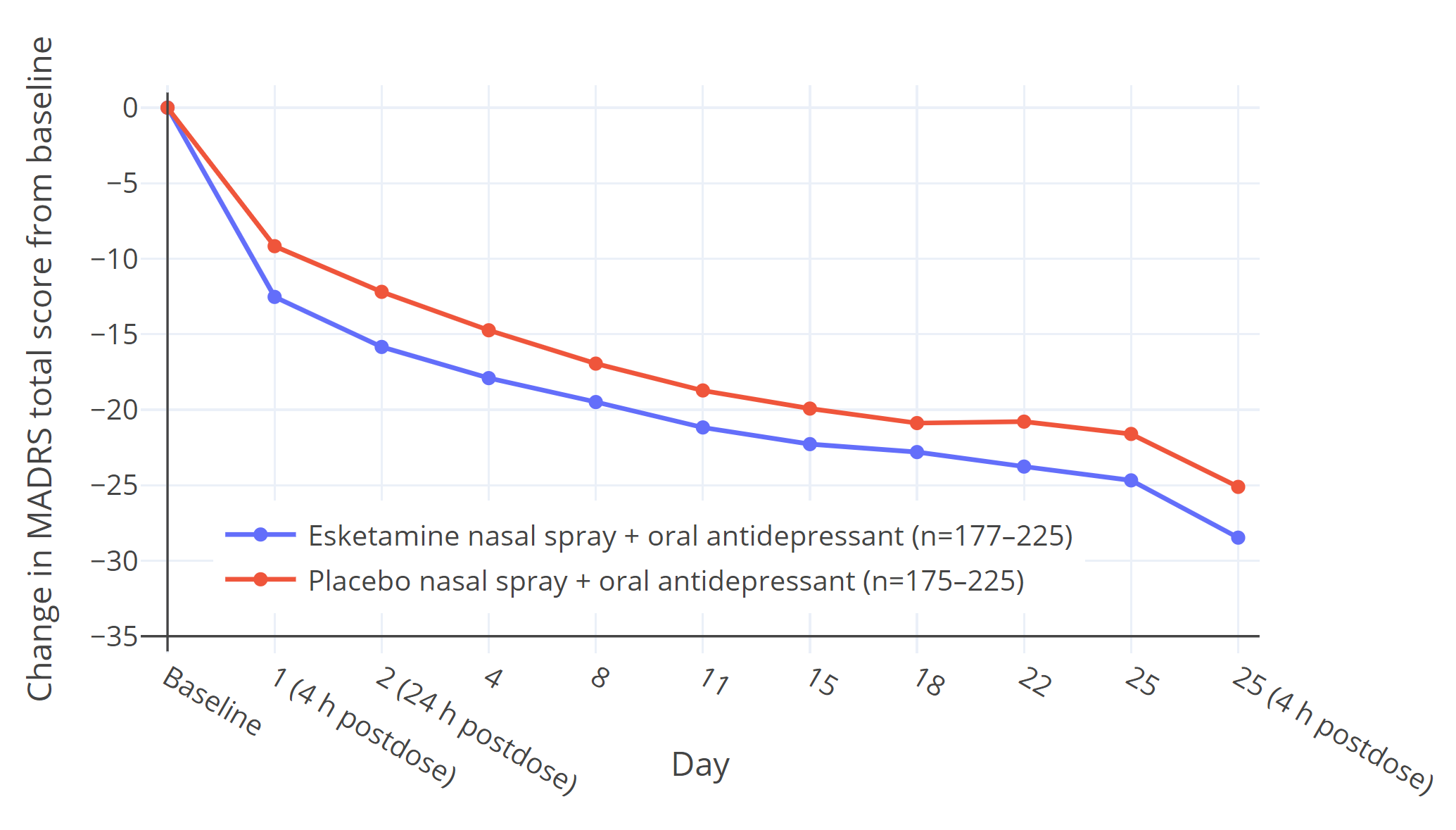
Короткострокова ефективність антидепресантів (вимірювана зміною загального балу MADRS порівняно з вихідним рівнем протягом 4 тижнів) при додаванні назального спрею ескетаміну (84 мг двічі на тиждень) до наявного перорального антидепресанту (n = 177–225) порівняно з назальним спреєм плацебо, доданим до існуючого перорального антидепресанту (n = 175–225) в осіб з великим депресивним розладом і суїцидальністю в одне з двох позитивних досліджень ефективності. Результати були подібними в іншому позитивному дослідженні короткострокової ефективності.

Ескетамін був схвалений для лікування великого депресивного розладу з суїцидальними думками або поведінкою на основі двох короткострокових (4-тижневих) досліджень фази 3 (ASPIRE-1 і -2) назального спрею ескетаміну, доданого до звичайного антидепресанта. Основним показником ефективності було зниження загального балу MADRS через 24 години після першої дози ескетаміну. В обох дослідженнях показники MADRS були значно знижені при застосуванні ескетаміну порівняно з плацебо через 24 години. Середні показники MADRS на початку становили від 39,4 до 41,3 у всіх групах, а зниження MADRS через 24 години становило –15,9 і –16,0 для ескетаміну та –12,0 і –12,2 для плацебо, що призвело до середньої різниці між ескетаміном і плацебо на –3,8 і –3,9. Вторинним показником ефективності в дослідженнях була зміна загального клінічного враження про тяжкість суїциду - перегляд (CGI-SS-r) через 24 години після першої дози ескетаміну. CGI-SS-r — це однопунктова шкала з оцінками від 0 до 6. Ескетамін не був суттєво ефективним у зниженні суїцидальності порівняно з плацебо за цим показником ні через 24 години, ні через 25 днів. Через 24 години показники CGI-SS-r змінилися на –1,5 для ескетаміну та на –1,3 для плацебо, даючи незначущу середню різницю між ескетаміном і плацебо –0,20. Отже, хоча ескетамін ефективний у зменшенні симптомів депресії в осіб з депресією та суїцидальністю, антисуїцидальний ефект ескетаміну у таких осіб не був продемонстрований.
Спочатку на кетамін та ескетамін були дуже високі очікування для лікування депресії на основі ранніх дрібномасштабних клінічних досліджень, з відкриттям швидкого та нібито сильного антидепресивного ефекту кетаміну, описаного деякими авторами як «найважливіший прогрес у галузі психіатрії за останні півстоліття». Відповідно до огляду 2018 року, кетамін продемонстрував більш ніж удвічі більший антидепресивний ефект порівняно з плацебо порівняно зі звичайними антидепресантами при лікуванні депресії на основі попередніх даних, доступних на той час (d Коена = 1,3–1,7 для кетаміну, d Коена = 0,8 для мідазоламу (активне плацебо), і d Коена = 0,53–0,81 для звичайних антидепресантів). Однак ефективність кетаміну/ескетаміну при депресії різко знизилася, оскільки дослідження стали масштабнішими та методологічно точнішими. Ефективність ескетаміну для індикації резистентної до лікування депресії описана як «скромна», і подібна за величиною до ефективності інших антидепресантів для лікування великого депресивного розладу. Порівняльна ефективність кетаміну та ескетаміну в лікуванні депресії не була адекватно охарактеризована. Мета-аналіз від січня 2021 року повідомив, що кетамін був таким же ефективним, як ескетамін, з точки зору розміру антидепресивного ефекту (стандартизована середня різниця для оцінки депресії –1,1 проти –1,2), але більш ефективний, ніж ескетамін, з точки зору відповіді та рівня ремісії (Коефіцієнт ризику підказки=3,01 проти 1,38 для відповіді та 3,70 проти 1,47 для ремісії). Кокранівський огляд у вересні 2021 року показав, що кетамін мав розмір ефекту для депресії через 24 години –0,87, з дуже низькою достовірністю, і що ескетамін мав розмір ефекту через 24 години –0,31, на основі доказів із помірною достовірністю. Однак ці мета-аналізи включали в основному непрямі порівняльні дослідження з різними дизайнами досліджень і популяціями пацієнтів. Станом на травень 2021 року лише одне клінічне дослідження безпосередньо порівнювало кетамін та ескетамін для лікування депресії. Це дослідження показало подібну антидепресивну ефективність, а також переносимість і психотоміметичні ефекти між двома агентами. Однак дослідження було невеликим і недостатнім, і все ще потрібні додаткові дослідження, щоб краще охарактеризувати порівняльні антидепресивні ефекти кетаміну та ескетаміну. Попередні дослідження показують, що аркетамін, R(-)-енантіомер кетаміну, також може мати власні незалежні антидепресивні ефекти та може сприяти антидепресивній ефективності рацемічного кетаміну, але для оцінки цієї можливості також необхідні додаткові дослідження.
У лютому 2019 року зовнішня група експертів 14 голосами проти 2 рекомендувала FDA схвалити версію назального спрею ескетаміну для лікування стійкої до лікування депресії за умови, що його вводять у клінічних умовах, після чого пацієнти залишаються на місці принаймні 2 години. Причиною цієї вимоги є те, що учасники дослідження тимчасово відчували седацію, розлади зору, проблеми з мовленням, сплутаність свідомості, оніміння та відчуття запаморочення відразу після прийому препарату. Схвалення ескетаміну для лікування стійкої до лікування депресії FDA було суперечливим через обмежені та неоднозначні докази ефективності та безпеки. У січні 2020 року ескетамін був відхилений Національною службою охорони здоров'я Великої Британії. Служба охорони здоров'я поставила під сумнів користь препарату від депресії, та стверджувала, що вони занадто дорогі. Особам, які вже використовували ескетамін, було дозволено завершити лікування, якщо їхні лікарі вважали це за необхідне.
«Справато» дебютував із вартістю лікування 32400 доларів США на рік, коли він був запущений у США в березні 2019 року. Інститут клінічного та економічного огляду, який оцінює економічну ефективність ліків аналогічно Національному інституту здоров'я та досконалості допомоги у Великій Британії, відмовився рекомендувати ескетамін для лікування депресії через його високу вартість та слабку ефективність, вважаючи його недостатньо рентабельним.
Ескетамін став другим препаратом, схваленим FDA для лікування резистентної депресії, після оланзапіну/флуоксетину («Симбіакс») у 2009 році. Інші препарати, такі як атипові антипсихотики арипіпразол і кветіапін, були схвалені для використання як допоміжна терапія депресивного розладу в осіб з частковою відповіддю на лікування. У внутрішньому мета-аналізі, проведеному FDA під час оцінки ескетаміну для резистентної до лікування депресії, FDA повідомило про стандартизовану середню різницю ескетаміну для резистентної до лікування депресії 0,28, використовуючи 3 короткострокових досліджень ефективності III фази, проведених компанією «Janssen Pharmaceutica». Це було подібно до стандартизованої середньої різниці 0,26 для оланзапіну/флуоксетину для резистентної до лікування депресії та нижчому, ніж стандартизована середня різниця 0,35 для арипіпразолу та 0,40 для кветіапіну як допоміжних засобів для лікування великого депресивного розладу. Ці препарати менш дорогі, ніж ескетамін, і можуть служити більш доступною альтернативою для лікування депресії з аналогічною ефективністю.

## Побічні ефекти
Побічними ефектами ескетаміну є дисоціація, запаморочення, седативний ефект, нудота, блювання, вертиго, оніміння, тривожність, млявість, артеріальна гіпертензія та відчуття сп'яніння. Тривале зловживання кетаміном може спричинити проблеми з сечовим міхуром.</ref>

## Фармакологія

### Фармакодинаміка
Ескетамін приблизно вдвічі сильніший анестетик, ніж рацемічний кетамін.
У мишей швидкий антидепресивний ефект аркетаміну був сильнішим, і тривав довше, ніж у ескетаміну. Корисність аркетаміну порівняно з ескетаміном була підтверджена іншими дослідниками.
Ескетамін пригнічує транспортер дофаміну у 8 разів сильніше, ніж аркетамін. Це підвищує активність дофаміну в мозку. У дозах, що спричинюють таку ж інтенсивність ефектів, ескетамін зазвичай вважається більш приємним для пацієнтів. Пацієнти також зазвичай швидше відновлюють розумові функції після лікування чистим ескетаміном, що може бути результатом того, що він швидше виводиться з їх організму. Це, однак, суперечить тому, що аркетамін не має психотоміметичних побічних ефектів.
На відміну від аркетаміну, ескетамін не зв'язується значною мірою із сигма-рецепторами. Ескетамін посилює метаболізм глюкози у фронтальній корі головного мозку, тоді як аркетамін знижує метаболізм глюкози в мозку. Ця різниця може бути причиною того факту, що ескетамін зазвичай має більш дисоціативний або галюциногенний ефект, тоді як аркетамін, за результатами досліджень, більш розслабляючий. Однак інше дослідження не виявило різниці між рацемічним кетаміном та ескетаміном щодо рівня уважності пацієнта. Інтерпретація цього висновку ускладнюється тим фактом, що рацемічний кетамін на 50 % складається з ескетаміну.

### Фармакокінетика
Ескетамін виводиться з організму людини швидше, ніж аркетамін (R(–)-кетамін) або рацемічний кетамін, хоча аркетамін уповільнює виведення ескетаміну. Встановлено, що період напіввиведення ескетаміну становить приблизно 5 годин. При інтраназальному введенні біодоступність ескетаміну становить приблизно 30–50 %.

## Історія
Ескетамін був представлений для медичного використання як анестетик у Німеччині в 1997 році, а згодом його продавали в інших країнах. На додаток до анестезуючих ефектів, препарат продемонстрував властивості швидкодіючого антидепресанту, і згодом він досліджувався для використання з цією метою. Ескетамін отримав позначення проривної терапії від FDA для лікування резистентної до лікування депресії у 2013 році та великого депресивного розладу із супутніми суїцидальними думками у 2016 році. У листопаді 2017 року завершилась III фаза клінічних досліджень для лікування резистентної депресії в США. 4 вересня 2018 року компанія «Johnson & Johnson» подала заявку на новий лікарський засіб до FDA; заявку було схвалено консультативною групою FDA 12 лютого 2019 року, а 5 березня 2019 року FDA схвалила ескетамін у поєднанні з пероральним антидепресантом для лікування депресії у дорослих. У серпні 2020 року FDA США схвалило екскетамін з додатковим показанням для короткочасного лікування суїцидальних думок.
З 1980-х років аналог ескетаміну кетамін використовувався як клубний наркотик, також відомий як «Special K», через його побічні ефекти, що спричинюють трип.

## Суспільство і культура

### Назва
Ескетамін — загальноприйнята назва препарату, та його міжнародна непатентована назва, у Великій Британії прийнята назва екскетаміну гідрохлорид. Він також відомий як S(+)-кетамін, (S)-кетамін або (–)-кетамін ((-)[+] кетамін), а також під кодовою назвою JNJ-54135419. Ескетамін продається під торговою маркою «Справато» для використання як антидепресант, а також торговими марками «Eskesia», «Ketanest», «Ketanest S», «Ketanest-S», «Keta-S» для використання як анестетик (зокрема й ветеринарний).

### Правовий статус
Ескетамін є контрольованою речовиною Списку III у США.
Ескетамін є контрольованим препаратом в Об'єднаних Арабських Еміратах через можливість зловживання ним, його використання здійснюється лише під суворим медичним наглядом, який доступний лише в державних лікарнях країни, і його використання схвалено лише для лікування резистентної депресії, зареєстрованої під торговою маркою «Справато».